# سیسنرژی
سیسنرژی (انگلیسی: CYSNERGY) شرکت تجهیزات الکتریکی اسپانیایی است، که در سال ۲۰۱۱ تأسیس شد.